# Велика кенаса (Чуфут-Кале)
Караїмська кенаса (велика) — пам'ятка архітектури національного значення (охоронний номер 010082/5), що входить до комплексу пам'яток національного значення Чуфут-Кале.

## Історія
Центром караїмського життя в Криму й у всій Східній Європі був Кирк-Єр, нині більш відомий як Чуфут-Кале. Йосеф бен Йєшуа га-Машбір, караїмський вчений і поет з Волині, який жив у XVII столітті, охарактеризував Кале так: «Головне серед караїмських громад місто, велике мудрецями і книжниками, наповнене книгами і досконалими праведниками». У найдавнішій серед нині збережених караїмських кенас (великій), що розташована на Чуфут-Кале, караїми бачили проєкцію Єрусалимського храму, а саме місто вважали кримським Єрусалимом. Такої ж думки були й захоплені мандрівники, які бачили Кале. Храмовою горою був південний схил столової гори, на якій стоїть стародавній Кирк-Єр, а храмовим комплексом — дворик з двома давніми кенасами за глухим кам'яним парканом. З Кенаської вулиці в дворик веде хвіртка з порогом з мармурової плити.
Дві старовинні кенаси, що стоять поруч, — Велика й Мала — були центром караїмського життя Чуфут-Кале. Перед ними колись росли дерева, мешканці фортеці плекали тут єдиний у місті сад. У ньому справляли свято Суккот. Будинки кенас — прямокутні в плані, під двосхилим черепичним дахом. Велика кенаса збудована більш ретельно і монументально. Вхід в неї акцентований кам'яною аркою, що підтримує навіс і утворює веранду перед дверним отвором.
На напису, зробленому на кам'яній стелі, що була встановлена поруч із Великою кенасою на честь її відвідин імператором Олександром ІІІ, цей молитовний будинок названий у тексті російською мовою «древним храмом», а давньоєврейською мовою «бет мікдаш меат веаттік йомін», у перекладі — «будинок святості, старий днями». Подібною в юдейській традиції є назва Єрусалимського Храму — «бет га-мікдаш» («будинок святості»).
Історики припускають, що Велика кенаса була зведена в XIV ст., але це лише припущення, й нічого конкретного про час її будівництва не відомо. Радіовуглецевий аналіз декоративної планки фасаду вівтаря показав більш ранню дату — ХІІ ст., але сама споруда має виразні риси зодчества XVII ст.
Велика кенаса нині використовується за своїм прямим призначенням. Караїми з усього Криму збираються там на свята, проводять служби. Як і багато століть тому, в стародавніх стінах лунають молитви.